# Philipp Phoebus

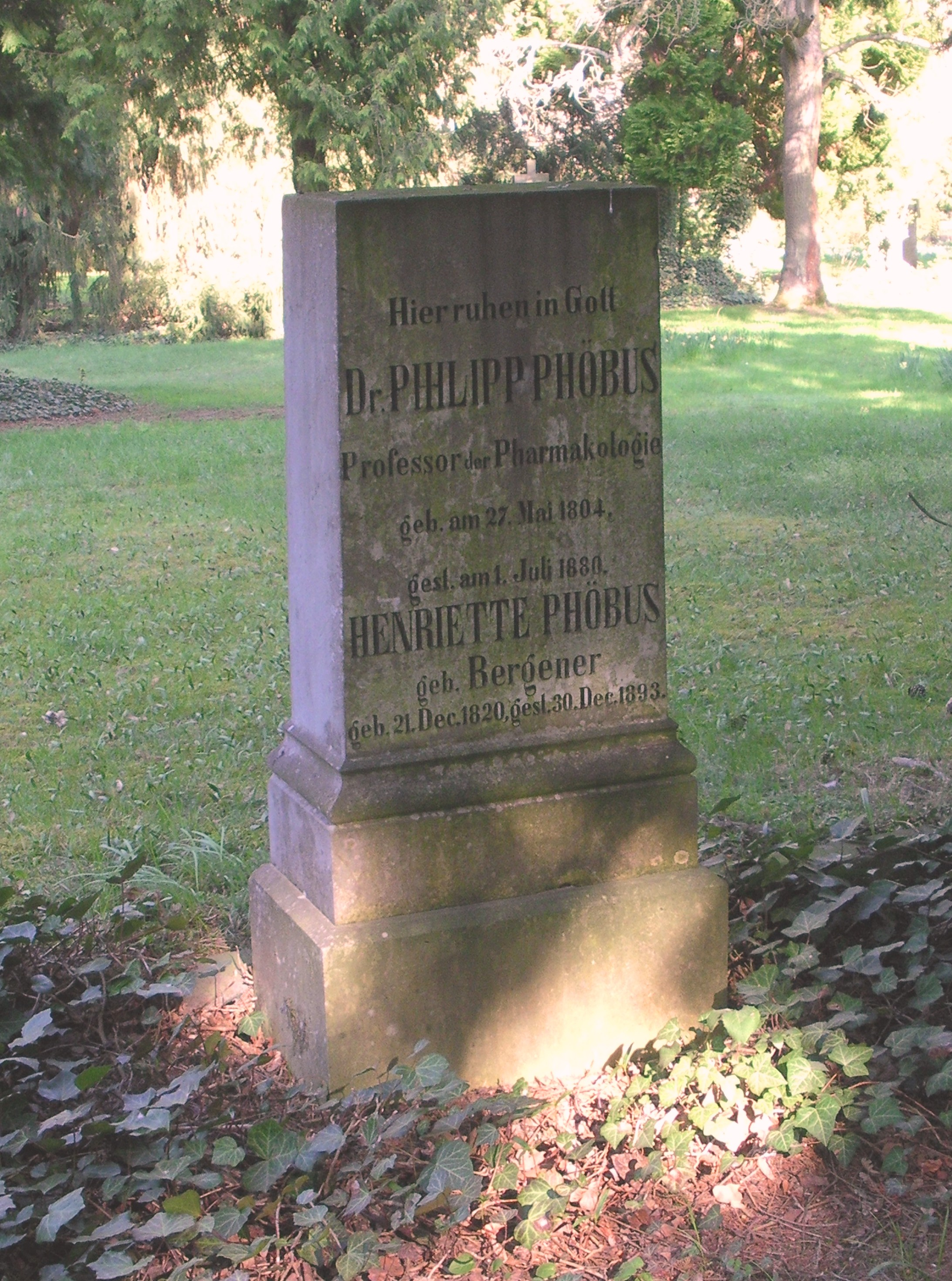
Grabstätte Philipp Phoebus’ auf dem Alten Friedhof in Gießen

Philipp Phoebus (* 23. Mai 1804 in Mährisch-Friedland; † 1. Juli 1880 in Gießen) war ein deutscher Arzt, Botaniker und Pharmakologe. Sein offizielles botanisches Autorenkürzel lautet „Phoebus“.

## Leben und Wirken
Philipp Phoebus besuchte in Berlin das Gymnasium und begann dort 1821 ein Medizinstudium. Wegen eines Duells verbrachte er zwei Jahre in Festungshaft. Nach seiner Promotion 1827 unternahm Phoebus eine Studienreise nach Würzburg, Paris, Straßburg, in die Schweiz und nach Oberitalien. An der Charité zu Berlin trat er 1831 das neu geschaffene Amt eines Prosektors an, geriet aber in Streit mit den leitenden Ärzten und trat nach kurzer Zeit zurück. Im Jahre 1833 veröffentlichte Phoebus eine pathologisch-anatomische Studie zur Cholera. 1832 wurde er Privatdozent für normale und pathologische Anatomie in Berlin. Er wandte sich der Pharmakologie und insbesondere der Rezeptierkunst zu. 1835 übersiedelte er nach Stolberg (Harz), wo er neben seiner ärztlichen Tätigkeit pharmakologische, toxikologische und naturwissenschaftliche Forschungen betrieb. 1843 wurde er an die Universität Gießen berufen. Hier gründete er das erste deutsche Institut für Pharmakologie. 1865 musste er seine amtliche Stellung wegen einer Erkrankung aufgeben. Phoebus engagierte sich gegen Ende seines Lebens für die Reform des Apothekenwesens sowie die Herstellung einer internationalen europäischen Pharmakopöe. In Gießen trat Phoebus der Freimaurerloge „Ludewig zur Treue“ bei.

## Ehrungen
Er war Mitglied der Akademie gemeinnütziger Wissenschaften zu Erfurt, der Regensburgischen Botanischen Gesellschaft und der Kaiserlichen Gesellschaft der Naturforscher zu Moskau.
1833 wurde er zum Mitglied der Deutschen Akademie der Naturforscher Leopoldina gewählt. 1849 wurde er Ehrenbürger von Stolberg (Harz) und Ehrendoktor der Universität Gießen.

## Schriften
- Abbildung und Beschreibung der in Deutschland wild wachsenden und in Gärten im Freien ausdauernden Giftgewächse nach natürlichen Familien erläutert, Band 1, mit Brandt und Ratzeburg, Berlin 1834 Digitalisierte Ausgabe der Universitäts- und Landesbibliothek Düsseldorf
- Abbildung und Beschreibung der in Deutschland wild wachsenden und in Gärten im Freien ausdauernden Giftgewächse nach natürlichen Familien erläutert, Band 2, mit Brandt und Ratzeburg, Berlin 1838 Digitalisierte Ausgabe der Universitäts- und Landesbibliothek Düsseldorf